# رالف آدم فاين
رالف آدم فاين (بالإنجليزية: Ralph Adam Fine)‏ هو قاضي ومحامي أمريكي، ولد في 14 فبراير 1941، وتوفي في 5 ديسمبر 2014 بسبب مرض.